# John Campbell (1er baron Campbell)
Pour les articles homonymes, voir John Campbell et Campbell.
John Campbell (15 septembre 1779 - 23 juin 1861) est un homme politique libéral britannique, avocat et homme de lettres.

## Éducation
Deuxième fils du révérend George Campbell, et de Magdalene Hallyburton il est né à Cupar, Fife, en Écosse, où son père est pasteur pendant cinquante ans. Pendant sept ans, à partir de 11 ans, Campbell étudie au United College, à St Andrews.
À l'âge de 18 ans, il se voit offrir la possibilité de quitter son domicile et de découvrir le monde en devenant tuteur. La famille vit à Clapham, juste à l'extérieur de Londres, avec une résidence d'été à Shenley, dans le Hertfordshire. Son employeur est David Webster, marchand londonien d’une maison de négoce de sucre, qui entretient des relations familiales par l’intermédiaire des barons de Wedderburn jusqu’aux plantations de la Jamaïque. Vivant dans ce riche foyer, le jeune Campbell voit un monde différent et cela ne l’impressionne pas : la conversation commerciale et les commérages des "marchands de l’Inde occidentale et des capitaines de l’Inde orientale" créent une atmosphère "ennuyeuse" et "insupportable". Son élève, James Wedderburn Webster, a environ dix ans et ignore encore le latin, ce que Campbell lui-même a appris à l'école de Cupar. Sa charge grandit pour s'appeler "Bold" Webster, un dandy ridicule de l’époque de la Régence. Il épouse Frances Caroline Annesley ; Lord Byron connaissait bien le couple et les mentionne dans ses lettres.
Campbell profite d'être à Londres pour assister à une session de la Chambre des communes et entend William Wilberforce parler contre l'esclavage, suivi de Charles James Fox et de William Pitt le Jeune. Il le décrit clairement dans ses mémoires quarante ans plus tard, concluant ainsi : "Après avoir entendu ce débat, je ne pouvais plus me contenter d'être" modérateur de l'Assemblée générale [de l'Église d'Écosse] ".
En 1800, Campbell entre comme étudiant à Lincoln's Inn et, après avoir brièvement travaillé pour le Morning Chronicle, est appelé à la barre en 1806.

## Carrière juridique et politique
Campbell commence immédiatement à signaler les cas réglés à nisi prius (c'est-à-dire lors d'un procès avec jury). De ces rapports il publie quatre volumes; ils s'étendent de Michaelmas 1807 à Hilary 1816. Campbell se consacre aux affaires criminelles, mais n'attire pas beaucoup d'attention. Ce n'est qu'en 1827 que Campbell devient Conseiller de la reine et commence à développer des aspirations politiques. Il se présente en vain dans l’arrondissement de Stafford en 1826, mais en est élu en 1830 et à nouveau en 1831. Il se présente comme un whig modéré, favorable au lien entre l'église et l'État et s'opposant aux parlements triennaux et au vote secret. À l'instar de Lord Brougham, son objectif principal est l'amélioration de la loi grâce à la suppression des techniques complexes, plutôt que l'affirmation de nouveaux principes.
À cette fin, son nom est associé à la loi de 1833 sur l'abolition des amendes et des recouvrements ; la loi sur l' héritage de 1833 ; le Dower Act 1833 ; la loi de 1833 sur la limitation des biens immobiliers ; le Wills Act de 1837 ; le Copyhold Tenure Act 1841 ; et la loi de 1838 sur les jugements.
Son action la plus importante en tant que député de Stafford est la défense du premier projet de loi de réforme de John Russell (1er comte Russell) en 1831. Dans un discours, fondé sur la déclaration de Charles James Fox contre la constitutionnalisation, il appuie à la fois les clauses relatives au droit de vote et au retrait du droit de vote. L'année suivante (1832), Campbell est nommé solliciteur général, chevalier et député de Dudley. La circonscription venant d'être créée, Campbell devient ainsi le premier député à représenter la ville dans l'histoire moderne. Cependant, sa nomination au poste de procureur général en 1834 aboutit à une élection partielle, qu'il perd contre Thomas Hawkes. John Campbell revient toutefois rapidement au Parlement, car Édimbourg l'élit en 1835 et il y reste jusqu'à son anoblissement en 1841. L’un de ses premiers actes en tant que procureur général est la poursuite d’un libraire appelé Henry Hetherington, accusé de diffamation blasphématoire.
En 1840, Campbell dirige la poursuite contre John Frost, l'un des trois leaders chartistes qui ont attaqué la ville de Newport, et tous sont reconnus coupables de haute trahison. L'année suivante, à l'approche de la fin de l'administration de Melbourne, Plunkett, le Lord Chancelier d'Irlande, est contraint de démissionner. Il est remplacé par Campbell, élevé à la pairie sous le titre de baron Campbell, de St Andrews, dans le comté de Fife. Le poste de chancelier Campbell ne dure que seize jours, puis est remis à son successeur, Sir Edward Sugden. C’est au cours de la période 1841-1849, où il n’a aucune obligation légale, si ce n’est celui qui se fait entendre à l’occasion des appels écossais à la Chambre des lords, que Lord Campbell se tourne vers des travaux littéraires. Il achète Hartrigge House à Jedburgh pendant cette période. Cependant, il défend la cause des familles des victimes d’accidents ferroviaires en présentant et en guidant les travaux de la Chambre des communes, sur le Fatal Accidents Act de 1846, connu sous le nom de Lord Campbell's Act.

## Travaux littéraires
En suivant le chemin tracé par Strickland dans ses Vies des reines d’Angleterre et par Les Vies d’éminents hommes d'État de Lord Brougham, Campbell produit Des vies du Lord chancelier et des gardiens du grand sceau d'Angleterre La reine Victoria, en dix volumes. Il suit avec Vies des juges en chef d’Angleterre, en quatre volumes (deux volumes supplémentaires étaient une "Suite de Sir Joseph Arnould - Juge de la Haute Cour de Bombay"). Il écrit également Shakespeare's Legal Acquirements Reconsidered.

## À la chambre des lords
Tout en composant ses œuvres biographiques, Campbell reste actif à la Chambre des lords et s’exprime fréquemment contre la législation proposée par le gouvernement de Robert Peel. Lorsque les Whigs reviennent au pouvoir sous Russell en 1846, Campbell devient membre du Cabinet en tant que chancelier du duché de Lancastre et s'acquitte de certaines tâches du lord chancelier, Lord Cottenham, malade. À la démission de Lord Denman en 1850, Campbell est nommé lord juge en chef. Bien que connaissant bien la common law, Campbell est critiqué pour avoir tenté d'influencer les jurés dans leur estimation de la crédibilité de la preuve, comme on l'a vu dans l'affaire Achilli de 1852. Il participe aux réformes de la plaidoirie spéciale à Westminster et a une place reconnue aux côtés de Brougham et de Lyndhurst dans les discussions juridiques à la Chambre des lords.
Campbell est le principal soutien de la Loi sur les publications obscènes de 1857, qui érige pour la première fois en infraction pénale la vente de matériel obscène, donnant ainsi aux tribunaux le pouvoir de saisir et de détruire le matériel incriminé. La loi elle-même z pour origine un procès pour vente de pornographie présidé par Campbell, en même temps qu'un débat à la Chambre des lords sur un projet de loi visant à restreindre la vente de poisons. Campbell est saisi par l'analogie entre les deux situations, appelant de manière célèbre le commerce de la pornographie à Londres comme "une vente de poison plus mortel que l'acide prussique, la strychnine ou l'arsenic". Le projet de loi est controversé à l'époque et suscite une vive opposition des deux chambres du Parlement. Il est approuvé par Campbell, en sa qualité de lord en chef, qu'il est "... destiné à s'appliquer exclusivement aux œuvres écrites pour but unique de corrompre les mœurs de la jeunesse et d’une nature propre à choquer les sentiments communs de décence dans tout esprit bien réglé. " La Chambre des communes l'amende avec succès afin de ne pas s'appliquer à l’Écosse, au motif que la common law écossaise est suffisamment stricte.

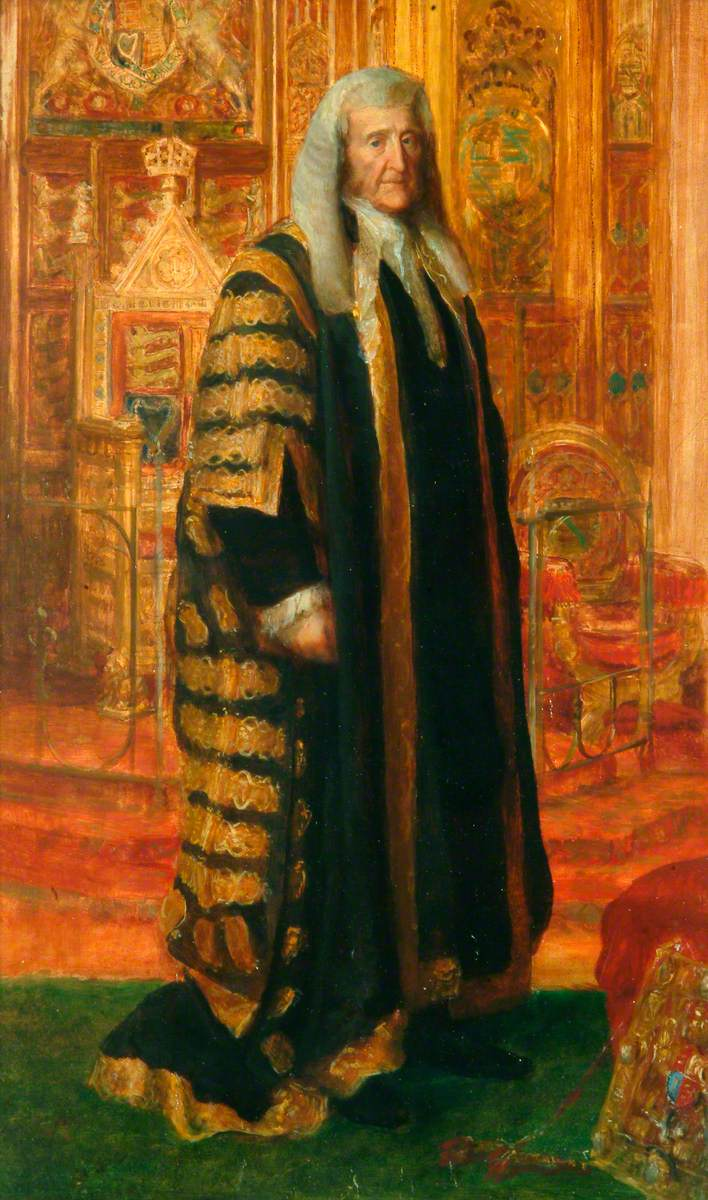
Lord Campbell en tant que Lord Chancellor, par George Frederic Watts.

En 1859, Campbell est nommé Lord grand chancelier, étant entendu que Bethell devrait le remplacer rapidement. Son court mandat n'est pas remarquable et il meurt en 1861.

## Famille
En 1821, Campbell épouse l'hon. Mary Elizabeth, fille aînée de James Scarlett (1er baron Abinger). Ils ont trois fils et quatre filles. En 1836, Lady Campbell est créée (de son propre chef) baronne Stratheden, de Cupar, dans le comté de Fife, en reconnaissance du retrait de son mari de ses prétentions au poste de Maître des rôles ; elle meurt en mars 1860, à l'âge de 63 ans. Lord Campbell lui survit un peu plus d'un an et meurt en juin 1861, à l'âge de 81 ans. Leur fils aîné, William, devient Lord Stratheden et Campbell.